# Wyspa zbłąkanych dusz
Wyspa zbłąkanych dusz (duń. De Fortabte sjæles ø) – duński film familijny z 2007 roku w reżyserii Nikolaja Arcela.

## Fabuła
Czternastoletnia Lulu wraz z rodziną przenosi się do małego miasta. Pewnej nocy strumień świata ukazuje się jej młodszemu bratu. Następnego dnia, dziewczyna odkrywa, że jej brat został opętany przez ducha Hermana Hartmanna, który żył w XIX wieku.

## Główne role
- Sara Langebæk Gaarmann - Lulu
- Lucas Munk Billing - Sylvester
- Lasse Borg - Oliver
- Nicolaj Kopernikus - Richard
- Lars Mikkelsen - Nekromanta
- Anette Støvelbæk - Beate